# Sonthofen
Sonthofen (pronunciación en alemán: /zɔntˈhoːfn̩/ⓘ) es un municipio situado en el distrito de Alta Algovia, en el estado federado de Baviera (Alemania), con una población estimada a finales de 2019 de 21,619 habitantes.

## Situación geográfica

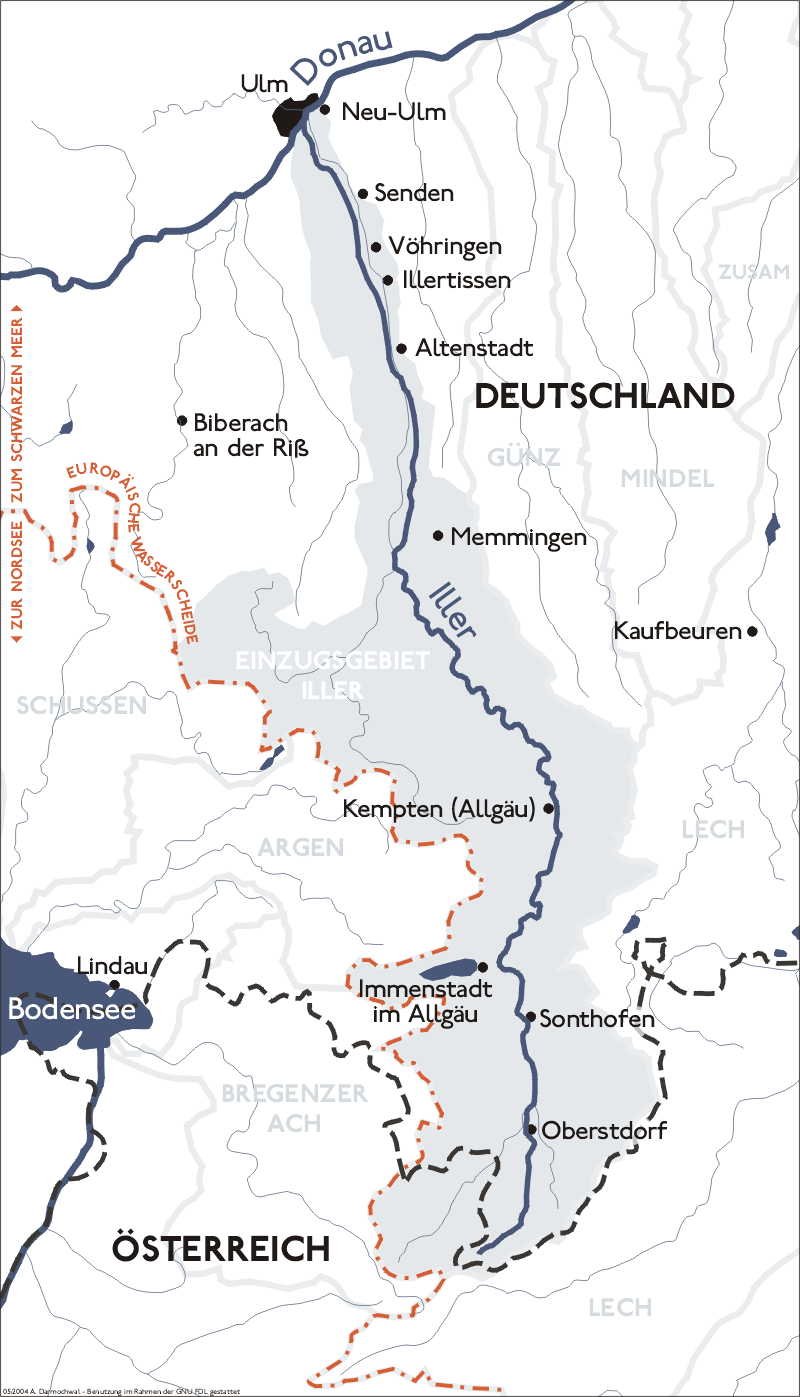
Sonthofen en un mapa del río Iller

Se encuentra ubicado al suroeste del estado, en la región de Suabia, cerca de la frontera con Austria, a la orilla del río Iller, un afluente del Danubio por su margen derecha.